# 四元數
四元數（英語：Quaternion）是由爱尔兰數學家威廉·盧雲·哈密頓在1843年创立出的數學概念。通常记为H，或{\displaystyle \mathbb {H} }。
從明確地角度而言，四元數是複數的不可交換延伸。如把四元數的集合考慮成多維實數空間的話，四元數則代表著一個四维空间，相對於複數為二维空间。
作为用于描述现实空间的坐标表示方式，人们在复数的基础上创造了四元数并以a+bi+cj+dk的形式说明空间点所在位置。
i、j、k作为一种特殊的虚数单位参与运算，并有以下运算规则：i0=j0=k0=1，i2=j2=k2=-1
对于i、j、k本身的几何意义可以理解为一种旋转，其中i旋转代表X轴与Y轴相交平面中X轴正向向Y轴正向的旋转，j旋转代表Z轴与X轴相交平面中Z轴正向向X轴正向的旋转，k旋转代表Y轴与Z轴相交平面中Y轴正向向Z轴正向的旋转，-i、-j、-k分别代表i、j、k旋转的反向旋转。

## 基礎

### 定義
複數是由實數加上虛數單位 {\displaystyle i} 組成，其中
{\displaystyle i^{2}=-1\,}。
相似地，四元數都是由實數加上三個元素 {\displaystyle i}、{\displaystyle j}、{\displaystyle k} 組成，而且它們有如下的關係：
{\displaystyle i^{2}=j^{2}=k^{2}=ijk=-1\,}
每個四元數都是 1、{\displaystyle i}、{\displaystyle j} 和 {\displaystyle k} 的線性組合，即是四元數一般可表示為{\displaystyle a+bi+cj+dk\,}。
要把兩個四元數相加只需將相類的係數加起來就可以，就像複數一樣。至於乘法則可跟隨以下的乘數表：
| {\displaystyle \times } | {\displaystyle 1} | {\displaystyle i}  | {\displaystyle j}  | {\displaystyle k}  |
| ----------------------- | ----------------- | ------------------ | ------------------ | ------------------ |
| {\displaystyle 1}       | {\displaystyle 1} | {\displaystyle i}  | {\displaystyle j}  | {\displaystyle k}  |
| {\displaystyle i}       | {\displaystyle i} | {\displaystyle -1} | {\displaystyle k}  | {\displaystyle -j} |
| {\displaystyle j}       | {\displaystyle j} | {\displaystyle -k} | {\displaystyle -1} | {\displaystyle i}  |
| {\displaystyle k}       | {\displaystyle k} | {\displaystyle j}  | {\displaystyle -i} | {\displaystyle -1} |

四元數的單位元素的乘法構成了八階四元群，{\displaystyle Q_{8}}。

### 性質
四元數不像實數或複數那樣，它的乘法符合反交換律，不符合交換律，因此是不可交換的，例如：
{\displaystyle i\,j=k,\,j\,i=-k}；
{\displaystyle j\,k=i,\,k\,j=-i}；
{\displaystyle k\,i=j,\,i\,k=-j}。
四元數是除法環的一個例子。除了沒有乘法的交換律外，除法環與域是相類的。特別地，乘法的結合律仍舊存在、非零元素仍有唯一的逆元素。
四元數形成一個在實數上的四維結合代数（事實上是除法代数），並包括複數，但不與複數組成結合代数。
四元數（以及實數和複數）都只是有限維的實數結合除法代数。
四元數的不可交換性往往導致一些令人意外的結果，例如四元數的 n-階多項式能有多於 n 個不同的根。
例如方程式 {\displaystyle h^{2}+1=0\,} 就有無數多個解。
只要是符合 {\displaystyle b^{2}+c^{2}+d^{2}=1\,} 的實數，那麼 {\displaystyle h=b\,i+c\,j+d\,k}就是一個解。
一個四元數 {\displaystyle h=a+b\,i+c\,j+d\,k} 的共軛值定義為：
而它的絕對值則是非負實數，定義為：
注意{\displaystyle (h\,k)^{*}=k^{*}\,h^{*}}，一般狀況下不等於{\displaystyle h^{*}\,k^{*}}。
四元數的乘法逆可以{\displaystyle h^{-1}={\frac {h^{*}}{\left|h\right|^{2}}}}算得。
透過使用距离函数 {\displaystyle d(h,k)=|h-k|\,}，四元數便可成為同胚於 {\displaystyle \mathbb {R} ^{4}} 的度量空间，
並且有連續的算術運算。另外，對於所有四元數{\displaystyle h\,}和{\displaystyle k\,}皆有 {\displaystyle |h\,k|=|h|\,|k|}。
若以絕對值為模，則四元數可組成一實數 巴拿赫空間。

### 群旋轉
非零四元数的乘法群在R3的实部为零的部分上的共轭作用可以实现转动。单位四元数（绝对值为1的四元数）若实部为cos(t)，它的共轭作用是一个角度为2t的转动，转轴为虚部的方向。四元数的优点是：
1. 表达式无奇点（和例如欧拉角之类的表示相比）
2. 比矩阵更简炼（也更快速）
3. 单位四元数的对可以表示四维空间中的一个转动。

所有单位四元数的集合组成一个三维球S3和在乘法下的一个群（一个李群）。S3是行列式为1的实正交3×3正交矩阵的群SO(3,R)的双重複盖，因为每两个单位四元数通过上述关系对应于一个转动。群S3和SU(2)同构，SU(2)是行列式为1的复酉2×2矩阵的群。令A为形为a + bi + cj + dk的四元数的集合，其中a, b, c和d或者都是整数或者都是分子为奇数分母为2的有理数。集合A是一个环，并且是一个格。该环中存在24个四元数，而它们是施莱夫利符号为{3,4,3}的正二十四胞体的顶点。

### 以矩陣表示四元數
有兩種方法能以矩陣表示四元數，並以矩陣之加法、乘法應用於四元數之加法、乘法。
第一種是以二階複數矩陣表示。四元數的三個元素i、j、k採用矩陣表示法（其中斜體字{\displaystyle i}為{\displaystyle {\sqrt {-1}}}；σx、σy、σz为泡利矩陣）：
{\displaystyle \mathbf {i} =-i\sigma _{x}={\begin{pmatrix}0&-i\\-i&0\end{pmatrix}},\mathbf {j} =-i\sigma _{y}={\begin{pmatrix}0&-1\\1&0\end{pmatrix}},\mathbf {k} =-i\sigma _{z}={\begin{pmatrix}-i&0\\0&i\end{pmatrix}}}。
則任意四元數h = a + bi + cj + dk的矩陣形式為：
{\displaystyle {\begin{pmatrix}a-di&-c-bi\\c-bi&a+di\end{pmatrix}}}
這種表示法有如下優點：
- 使b = d = 0，可回歸到一複數h = a + cj，相應於一個實矩陣。（參見複數的矩陣表達式。）
- 四元數的絕對值平方就等於矩陣的行列式。
- 四元數的共軛值就等於矩陣的共軛轉置。
- 對於單位四元數 (|h| = 1) 而言，這種表示方式給了四維球体和SU(2)之間的一個同型，而後者對於量子力學中的自旋的研究十分重要。（參見泡利矩陣）

第二種則是以四階實數矩陣表示（相當與把上述表示中的複數再換成其矩陣表示）：{\displaystyle i\leftrightarrow {\begin{pmatrix}0&-1\\1&\;\;0\end{pmatrix}}}
{\displaystyle {\begin{pmatrix}a&d&-c&b\\-d&a&-b&-c\\c&b&a&-d\\-b&c&d&a\end{pmatrix}}=a{\begin{pmatrix}1&0&0&0\\0&1&0&0\\0&0&1&0\\0&0&0&1\end{pmatrix}}+b{\begin{pmatrix}0&0&0&1\\0&0&-1&0\\0&1&0&0\\-1&0&0&0\end{pmatrix}}+c{\begin{pmatrix}0&0&-1&0\\0&0&0&-1\\1&0&0&0\\0&1&0&0\end{pmatrix}}+d{\begin{pmatrix}0&1&0&0\\-1&0&0&0\\0&0&0&-1\\0&0&1&0\end{pmatrix}}.}
其中四元數的共軛等於矩陣的轉置，模的四次方等於矩陣的行列式。

## 四元數運算
四元數運算在電動力學與廣義相對論中有廣泛的應用。四元數可以用來取代張量表示。有時候採用帶有複數元素之四元數會比較容易，導得結果不為除法代數之形式。然而亦可結合共軛運算以達到相同的運算結果。
此處僅討論具有實數元素之四元數，並將以兩種形式來描述四元數。其中一種是向量與純量的結合，另一形式兩個創建量(constructor)與雙向量(bivector；i、j與k)的結合。
定義兩個四元數:
{\displaystyle q=a+{\vec {u}}=a+bi+cj+dk}
{\displaystyle p=t+{\vec {v}}=t+xi+yj+zk}
其中{\displaystyle {\vec {u}}}表示<b, c, d>，而{\displaystyle {\vec {v}}}表示<x, y, z>.

### 加、乘和一般函數
四元數加法：p + q
跟複數、向量和矩陣一樣，兩個四元數之和需要將不同的元素加起來：
{\displaystyle p+q=a+t+{\vec {u}}+{\vec {v}}=(a+t)+(b+x)i+(c+y)j+(d+z)k}
加法遵循实数和複數的所有交换律和结合律。
四元數乘法：qp
两个四元数之间的非可换乘积通常被称为格拉斯曼积，這個積上面已經簡單介紹過，它的完整型態是：
{\displaystyle qp=at-{\vec {u}}\cdot {\vec {v}}+a{\vec {v}}+t{\vec {u}}+{\vec {u}}\times {\vec {v}}}
{\displaystyle qp=(at-bx-cy-dz)+(ax+bt+cz-dy)i+(ay-bz+ct+dx)j+(az+bt-cx+dt)k\,}
由于四元数乘法的非可换性，pq并不等于qp。格拉斯曼积常用在描述许多其他代数函数。qp乘积的向量部分是:
{\displaystyle qp=at-{\vec {u}}\cdot {\vec {v}}+a{\vec {v}}+t{\vec {u}}+{\vec {u}}\times {\vec {v}}}
四元數點積： p · q
点积也叫做欧几里得内积，四元数的点积等同于一个四维向量的点积。点积的值是p中每个元素的数值与q中相应元素的数值的乘积的和。这是四元数之间的可换积，并返回一个标量。
{\displaystyle p\cdot q=at+{\vec {u}}\cdot {\vec {v}}=at+bx+cy+dz}
点积可以用格拉斯曼积的形式表示:
{\displaystyle p\cdot q={\frac {p^{*}q+q^{*}p}{2}}}
这个积对于从四元数分离出一个元素有用。例如，i项可以从p中这样提出来：
{\displaystyle p\cdot i=x}
四元數外積：Outer(p,q)
欧几里得外积并不常用; 然而因为外积和内积的格拉斯曼积形式的相似性.它们总是一同被提及:
{\displaystyle \operatorname {Outer} (p,q)={\frac {p^{*}q-q^{*}p}{2}}}
{\displaystyle \operatorname {Outer} (p,q)=t{\vec {u}}-a{\vec {v}}-{\vec {v}}\times {\vec {u}}}
{\displaystyle \operatorname {Outer} (p,q)=(tb-ax+cz-dy)i+(tc-ay+dx-bz)j+(td-az+by-xc)k}
四元數偶積：Even(p,q)
四元数偶积也不常用，但是它也会被提到，因为它和奇积的相似性。它是纯对称的积；因此，它是完全可交换的。
{\displaystyle \operatorname {Even} (p,q)={\frac {pq+qp}{2}}}
{\displaystyle \operatorname {Even} (p,q)=at-{\vec {u}}\cdot {\vec {v}}+a{\vec {v}}+t{\vec {u}}}
{\displaystyle \operatorname {Even} (p,q)=(at-bx-cy-dz)+(ax+tb)i+(ay+tc)j+(az+td)k}
四元數叉積：p × q
四元数叉积也称为奇积。它和向量叉积等价，并且只返回一个向量值：
{\displaystyle p\times q={\frac {pq-qp}{2}}}
{\displaystyle p\times q={\vec {u}}\times {\vec {v}}}
{\displaystyle p\times q=(cz-dy)i+(dx-bz)j+(by-xc)k}
四元數的逆：p−1
四元數的逆通过p−1p = 1被定義。 它定义在上面的定义一节，位于属性之下（注意变量记法的差异）。其建構方式相同於複倒數(complex inverse)之构造：
{\displaystyle p^{-1}={\frac {p^{*}}{p\cdot p}}}
一個四元數的自身點積是個純量。四元數除以一個純量等效於乘上此純量的倒數，而使四元數的每個元素皆除以此一除數。
四元數除法：p−1q
四元数的不可换性导致了 p−1q 和 qp−1的不同。 这意味着除非p是一个純量,否则不能使用q/p这一符号。
四元數純量部：Scalar(p)
四元数的标量部分可以用前面所述的点积来分离出来：
{\displaystyle 1\cdot p={\frac {p+p^{*}}{2}}=t}
四元數向量部：Vector(p)
四元数的向量部分可以用外积提取出来，就象用点积分离标量那样：
{\displaystyle \operatorname {Outer} (1,p)={\frac {p-p^{*}}{2}}={\vec {u}}=bi+cj+dk}
四元數模：|p|
四元数的绝对值是四元数到原点的距离。
{\displaystyle |p|={\sqrt {p\cdot p}}={\sqrt {p^{*}p}}={\sqrt {a^{2}+b^{2}+c^{2}+d^{2}}}}
四元數符號數：sgn(p)
一複數之符號數乃得出單位圓上，一個方向與原複數相同之複數。四元數的符號數亦產生單位四元數：
{\displaystyle \operatorname {sgn}(p)={\frac {p}{|p|}}}
四元數辐角：arg(p)
辐角函數可找出一個四元數向量偏離單位純量(即：1)之角度。此函數輸出一個純量角度。
{\displaystyle \arg(p)=\arccos \left({\frac {\operatorname {Scalar} (p)}{|p|}}\right)}

### 冪和對數
因為四元數有除法，所以冪和對數可以定義。
- 自然冪：{\displaystyle \exp(p)=\exp(a)(\cos(|{\vec {u}}|)+\operatorname {sgn}({\vec {u}})\sin(|{\vec {u}}|))}
- 自然對數：{\displaystyle \ln(p)=\ln(|p|)+\operatorname {sgn}({\vec {u}})\arg(p)}
- 冪：{\displaystyle p^{q}=e^{q\ln(p)}\,}

### 三角函數
- 正弦：{\displaystyle \sin(p)=\sin(a)\cosh(|{\vec {u}}|)+\cos(a)\operatorname {sgn}({\vec {u}})\sinh(|{\vec {u}}|)}
- 餘弦：{\displaystyle \cos(p)=\cos(a)\cosh(|{\vec {u}}|)-\sin(a)\operatorname {sgn}({\vec {u}})\sinh(|{\vec {u}}|)}
- 正切：{\displaystyle \tan(p)={\frac {\sin(p)}{\cos(p)}}}

### 雙曲函數
- 雙曲正弦: {\displaystyle \sinh(p)=\sinh(a)\cos(|{\vec {u}}|)+\cosh(a)\operatorname {sgn}(|{\vec {u}}|)\sin(|{\vec {u}}|)}
- 雙曲餘弦: {\displaystyle \cosh(p)=\cosh(a)\cos(|{\vec {u}}|)+\sinh(a)\operatorname {sgn}(|{\vec {u}}|)\sin(|{\vec {u}}|)}
- 雙曲正切: {\displaystyle \tanh(p)={\frac {\sinh(p)}{\cosh(p)}}}

### 反雙曲函數
- 反雙曲正弦: {\displaystyle \operatorname {arcsinh} (p)=\ln(p+{\sqrt {p^{2}+1}})}
- 反雙曲餘弦: {\displaystyle \operatorname {arccosh} (p)=\ln(p+{\sqrt {p^{2}-1}})}
- 反雙曲正切: {\displaystyle \operatorname {arctanh} (p)={\frac {\ln(1+q)-\ln(1-q)}{2}}}

### 反三角函數
將這些被放到最後，是因為需要先定義四元數中的反雙曲三角函数。
- 反正弦函數: {\displaystyle \arcsin(p)=-\operatorname {sgn}({\vec {u}})\operatorname {arcsinh} (p\operatorname {sgn}({\vec {u}}))}
- 反餘弦函數: {\displaystyle \arccos(p)=-\operatorname {sgn}({\vec {u}})\operatorname {arccosh} (p)}
- 反正切函數: {\displaystyle \arctan(p)=-\operatorname {sgn}({\vec {u}})\operatorname {arctanh} (p\operatorname {sgn}({\vec {u}}))}

### 廣義化
若 F 是一個域，且 a、b 為 F 的元素，那麼就可在 F 上定義一個四維單一結合代数，而它的產生是由符合 i2 = a、j2 = b 和 ij = -ji 的 i、j 而起。
這些代数不是與 F 的二階矩陣代数同型，就是 F 的除法代数。它們稱為「四元數代数」。

## 歷史
四元數是由哈密頓在1843年愛爾蘭發現的。當時他正研究擴展複數到更高的維次（複數可視為平面上的点）。他不能做到三維空間的例子（即構建不出三元數），但四維則造出四元數。根據哈密頓記述，他於10月16日跟他的妻子在都柏林的皇家運河（Royal Canal）上散步時突然想到

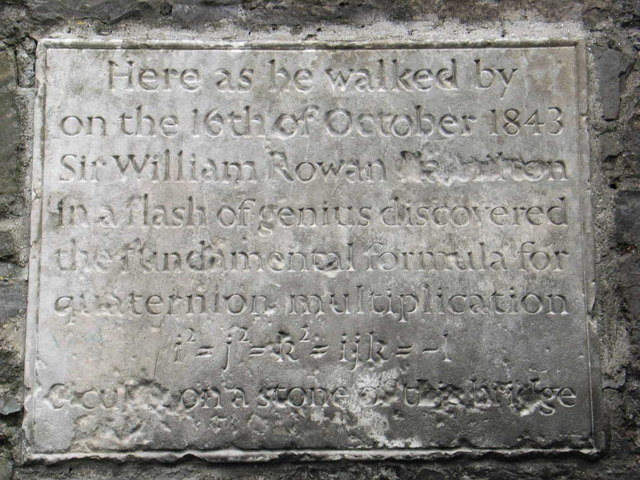
金雀花橋上的紀念石刻

的方程解。之後哈密頓立刻將此方程刻在附近布魯穆橋（Brougham Bridge，現稱為金雀花橋 Broom Bridge）。這條方程放棄了交換律，是當時一個極端的想法（那時還未發展出向量和矩陣）。
不只如此，哈密頓還創造了向量的内积和外积。他亦把四元數描繪成一個有序的四重實數：一個純量（a）和向量（bi + cj + dk）的組合。若兩個純量部為零的四元數相乘，所得的純量部便是原來的兩個向量部的純量積的負值，而向量部則為向量積的值，但它們的重要性仍有待發掘。
哈密頓之後繼續推廣四元數，並出了幾本書。最後一本《四元數的原理》（Elements of Quaternions）於他死後不久出版，長達八百多頁。

### 用途爭辯
即使到目前為止四元數在某些領域的用途仍在爭辯之中。一些哈密頓的支持者非常反對奥利弗·黑維塞的向量代数和约西亚·吉布斯的向量分析的發展，以維持四元數的超然地位。對於三維空間這可以討論，但對於更高維四元數就失效了（但可用延伸如八元数和克利福德代数）。而事實上，在20世紀中葉的科學和工程界中，向量幾乎已完全取代四元數的位置。
詹姆斯·克拉克·馬克士威曾經在他的《電磁場動力理論》（A Dynamical Theory of Electromagnetic Field）直接以20條有20個變數的微分方程組來解釋电力、磁力和电磁场之間的關係。某些早期的馬克士威方程组使用了四元数来表述，但与後來黑維塞使用四條以向量為基礎的馬克士威方程组表述相比较，使用四元数的表述并没有流行起来。
事实上，四元数是常被数学家称为几何代数的clifford代数的一个子代数，而后者已经得到很好的研究和应用，尤其是在理论物理中。例如可以用几何代数将狭义相对论和经典电动力学表述为非常优美的形式，量子力学中讨论自旋常用的泡利矩阵实际上也是几何代数的一个子代数的矩阵表示，类似的例子还有对经典力学中刚体的转动的不可交换性的表述。

## 應用
四元數大量用於计算机图形学中，表示三維物件的旋轉及方位。四元數亦見於控制論、信號處理、姿态控制、物理、轨道力学和生物信息学，都是用來表示旋轉和方位。
相對於另兩種旋轉表示法（矩陣和歐拉角），四元數具有某些方面的優勢，如速度更快、提供平滑插值、有效避免萬向鎖問題、存儲空間較小等等。